# 佩吕 (德龙省)
佩吕（法語：Peyrus）是法国德龙省的一个市镇，位于该省中北部，属于瓦朗斯区。该市镇总面积10.48平方公里，2009年时的人口为621人。

## 人口
佩吕人口变化图示